# Gornje Leskovice
Gornje Leskovice (cyr. Горње Лесковице) – wieś w Serbii, w okręgu kolubarskim, w mieście Valjevo. W 2011 roku liczyła 391 mieszkańców.